# Ekin Cheng
Ekin Cheng Yee-Kin (Chinois : 鄭伊健), né le 4 octobre 1967 est un acteur et chanteur de Cantopop hongkongais. Plus tôt dans sa carrière, il se fit appeler Noodle Cheng (鄭伊麵) mais revint vite à son véritable nom, qu'il jugeait plus conventionnel et sonnant mieux à l'oreille.

## Biographie
Ekin a commencé sa carrière durant le lycée, en jouant dans des publicités, la plus célèbre étant celle pour une boisson à base de thé.
Il a fait scandale lorsqu'il a quitté Maggie Siu, sa compagne depuis plusieurs années pour Gigi Leung, actrice comme elle et chanteuse, mais aussi plus jeune de dix ans. Il a quitté cette dernière en 2006.

## Musique
Ekin a eu une carrière plutôt réussie dans la musique avec la boîte de production BMG. Mais dans les années 2000, il a signé avec EEG, une puissante compagnie créée par Albert Yeung. Pendant cette période, sa production de disques a été « gelée » et il n'a pas pu en sortir de nouveaux. Mais il a pu faire du cinéma entre-temps, dans des films produits par EEG, où il a souvent eu le premier rôle. En 2004, son contrat avec EEG s'est terminé et il est revenu à BMG, et a sorti un nouveau disque peu de temps après.

## Filmographie
- 1992 : Girls Without Tomorrow 1992
- 1993 : Boys Are Easy
- 1993 : Lord of the Wu Tang
- 1993 : Future Cops
- 1994 : Return to a Better Tomorrow
- 1994 : All of the Winners
- 1994 : Mermaid Got Married
- 1994 : Why Wild Girls
- 1994 : Let's Go Slam Dunk
- 1995 : The Mean Street Story
- 1995 : I'm Your Birthday Cake
- 1996 : Young and Dangerous
- 1996 : Young and Dangerous 2
- 1996 : Young and Dangerous 3
- 1996 : Feel 100%
- 1996 : Feel 100%... Once More
- 1997 : Young and Dangerous 4
- 1997 : We're No Bad Guys
- 1998 : Portland Street Blues
- 1998 : Young and Dangerous 5
- 1998 : The Storm Riders
- 1998 : Hot War
- 1999 : A Man Called Hero
- 1999 : The Legend of Speed
- 2000 : Dragon Heat
- 2000 : Help !!!
- 2000 : For Bad Boys Only
- 2000 : Tokyo Raiders
- 2000 : The Duel
- 2000 : Those Were the Days...
- 2000 : Born to Be King
- 2001 : Goodbye Mr. Cool
- 2001 : The Legend of Zu
- 2001 : Fight Zone
- 2001 : Running Out of Time 2
- 2002 : Second Time Around
- 2002 : Women from Mars
- 2002 : My Wife Is 18
- 2003 : The Twins Effect
- 2003 : My Dream Girl
- 2003 : Heroic Duo
- 2003 : Floating Landscape
- 2003 : Anna in Kung Fu Land
- 2004 : Black Rose Academy
- 2004 : Six Strong Guys
- 2004 : Ab-normal Beauty
- 2004 : Leave Me Alone
- 2005 : It Had to Be You!
- 2005 : Divergence
- 2009 : The Storm Warriors
- 2009 : Kamui Gaiden
- 2010 : Once a Gangster
- 2017 : The Yuppie Fantasia 3
- 2018 : Golden Job